# جاکومو ریچی (بازیکن فوتبال)
جاکومو ریچی (انگلیسی: Giacomo Ricci؛ زادهٔ ۲ سپتامبر ۱۹۹۶) بازیکن فوتبال است.
از باشگاه‌هایی که در آن بازی کرده‌است می‌توان به باشگاه فوتبال لیورنو و باشگاه فوتبال پارما اشاره کرد.